# 八甲
八甲，是臺灣臺南市歸仁區的一個傳統地域名稱，位於該區中北部。相較於今日行政區，其範圍大致包括八甲里不含東半葉的北部邊界地帶、七甲里不含東部邊界地帶北段、媽廟里南部邊界地帶、大廟里南部邊界地帶中至西段。
本地區境內主要聚落為八甲、大宅、七甲、圳頭、南潭。

## 歷史
台灣日治初期，八甲地區為一街庄，稱為「八甲庄」（舊制街庄），隸屬於保西里。該庄昔日北與媽祖廟庄為鄰，東與下湖庄為鄰，南邊為歸仁北庄、歸仁南庄，西邊為一甲庄、太子廟庄。
1901年（日治明治三十四年）11月11日，全台廢縣廳改設二十廳，該庄隸屬於臺南廳。1904年（明治三十七年）3月31日，該庄編入「保西區」，隸屬於臺南廳。1909年（明治四十二年）10月25日，全台合併二十廳為十二廳，保西區仍隸屬於臺南廳。1920年（大正九年）10月1日，全台地方制度大改正，廢十二廳改設五州二廳，該庄改制為「八甲」大字，隸屬於臺南州新豐郡歸仁庄（新制街庄）。
戰後歸仁庄改制為歸仁鄉，隸屬於臺南縣，大字亦改制為村。1950年（民國39年）10月25日，雲、嘉、南分治，歸仁鄉仍隸屬於臺南縣。2010年（民國99年）12月25日，臺南縣、市合併為直轄臺南市，歸仁鄉改制為歸仁區，村亦改制為里。

## 聚落
本地區發展較早的聚落為八甲、崁仔腳（已消失）、田中央（已消失）、鐵樹腳（已消失）、柑宅（已消失）、大宅、七甲、圳頭、東厝（已消失）、康厝（已消失）、菁埔坑（已消失）、南潭，在日治初期的官方地圖上已有記載。

## 交通
省道台39線又稱「高鐵橋下道路臺南段」，是新市（實際起點在洋子）至阿蓮的幹道，經過本地區西部的南潭聚落。由該道路北行可前往永康區東端、新化區西部，並止於洋子地區的省道台20線路口；南行可前往高雄市阿蓮區，並止於崙子頂地區的省道台28線路口。
市道177甲線是大灣至歸仁的道路，經過本地區東部的圳頭、七甲、八甲等聚落。由該道路西北行（大方向）可前往永康區，並止於大灣地區的市道177號轉角路口；東南行（大方向）可前往歸仁北地區，並止於市道182號路口。
區道南149線是過港仔至六甲的道路，經過本地區西部的南潭聚落。
區道南351線是八甲至大潭的道路，其北側端點（起點）位於本地區西部近邊界地帶偏東、八甲聚落西側的市道177甲線路口。

## 公務機關
- 臺南市政府消防局第五大隊保西消防分隊